# Redondesco

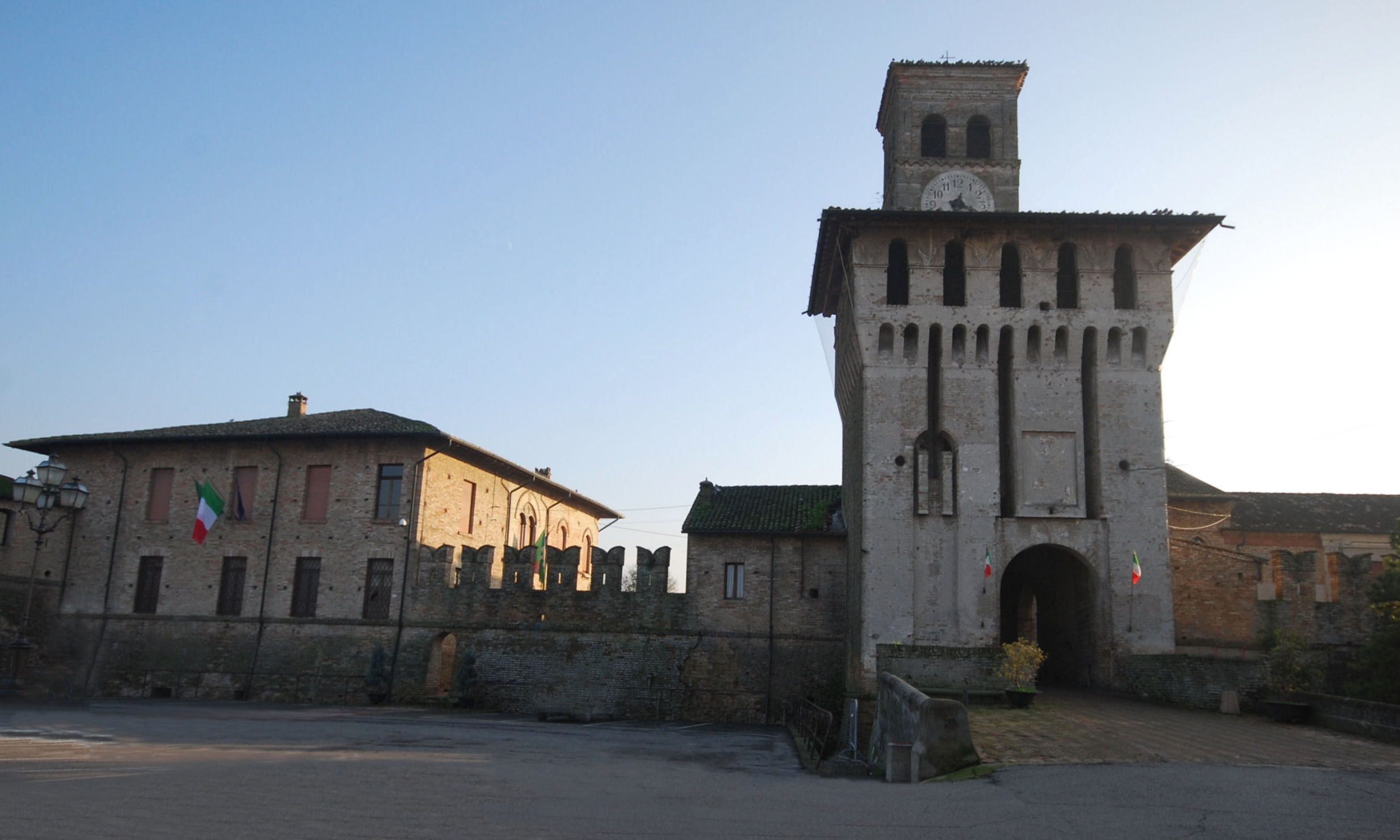
Burg von Redondesco

Redondesco ist eine norditalienische Gemeinde (comune) mit 1213 Einwohnern (Stand 31. Dezember 2023) in der Provinz Mantua in der Lombardei. Die Gemeinde liegt etwa 23 Kilometer westlich von Mantua.

## Geschichte
Urkundlich erwähnt wird die Gemeinde erstmals 884 als Aprehensa Gardondesca. 982 ist in einem Dokument von einem Ort namens Radoldeschio die Rede, 1055 von Radaldisco.  Ab Ende des 11. Jahrhunderts bestand eine Grafschaft. Die kleine Kirche Romitorio di San Pietro wurde im 11. Jahrhundert errichtet.